# Torsten Frings
Torsten Frings (ur. 22 listopada 1976 w Würselen) – niemiecki piłkarz, pomocnik, niekiedy występujący jako prawy obrońca. Srebrny medalista MŚ 2002 i brązowy medalista MŚ 2006, srebrny medalista Euro 2008.

## Kariera zawodnicza

### Kariera klubowa
Wszechstronny piłkarz mogący grać na wszystkich pozycjach w pomocy, najczęściej pełniący funkcję środkowego pomocnika. Zawodową karierę zaczynał w trzecioligowej Alemannii Akwizgran, skąd w 1997 przeszedł do Werderu. Po MŚ 2002 przeniósł się na dwa lata do Borussii Dortmund, sezon 2004/2005 spędził w Bayernie, by po jego zakończeniu wrócić do Bremy.
29 czerwca 2011 roku podpisał on kontrakt z Toronto FC. Swój debiut zaliczył 20 lipca 2011 w wygranym meczu przeciwko FC Dallas. 29 lipca 2011 po raz pierwszy zagrał w meczu Ligi Mistrzów CONCACAF przeciwko Real Estelí, w którym po raz pierwszy zagrał również jako kapitan swojej drużyny.
26 lutego 2013 roku ogłosił zakończenie kariery zawodniczej.

### Reprezentacja
W reprezentacji Niemiec debiutował 27 lutego 2001 w meczu z Francją, jednak dopiero rok później zapewnił sobie stałe miejsce w kadrze. W czasie MŚ 2002 był już podstawowym zawodnikiem drużyny wicemistrzów świata – rozegrał wszystkie 7 spotkań w pełnym wymiarze czasowym. Brał udział w EURO 2004. Podczas MŚ 2006 zagrał w 6 meczach. Nie brał udziału w półfinale z Włochami z powodu dyskwalifikacji, jaką nałożyła nań FIFA za udział w bójce po meczu z Argentyną.

## Kariera trenerska
Frings po zakończeniu czynnej kariery piłkarskiej planował zostać trenerem jednej z młodzieżowych drużyn Werderu Brema. W latach 2013–2014 był asystentem trenera rezerw Werderu, a w latach 2014–2016 asystentem trenera pierwszego zespołu.
27 grudnia 2016 Frings został szkoleniowcem klubu SV Darmstadt 98. W Bundeslidze zadebiutował 21 stycznia 2017 w zremisowanym 0:0 meczu z Borussią Mönchengladbach. W sezonie 2016/2017 zajął z zespołem ostatnie, 18. miejsce w Bundeslidze i spadł z nim do 2. Bundesligi.

## Życie prywatne
Żoną Torstena jest Petra. Mają dwie córki: Lisę-Katharinę i Lenę Alinę. Oprócz spędzania wolnego czasu z rodziną uwielbia też jeździć na swoim motorze. Jest rozpoznawalny z powodu charakterystycznej blizny na lewym policzku.

## Sukcesy
Klubowe
- Werder Brema
  - Wicemistrz Niemiec: 2007/2008
  - Finalista Pucharu UEFA: (2008/2009)
  - Zdobywca Pucharu Niemiec: 1998/1999, 2008/2009
  - Zdobywca Pucharu Ligi: 2006
- Bayern Monachium
  - Mistrz Niemiec: 2004/2005
  - Zdobywca Pucharu Niemiec: 2004/2005
  - Zdobywca Pucharu Ligi: 2004
- Toronto FC
  - Mistrz Kanady: 2012

Międzynarodowe
- Trzecie miejsce w Puchar Konfederacji: 2005
- Wicemistrz świata: 2002
- Brązowy medalista Mistrzostw Świata2006
- Wicemistrz Europy: 2008